# Маттіас Нумсен Блітт
Маттіас Нумсен Блітт (норв. Matthias Numsen Blytt; 26 квітня 1789 — 26 червня 1862) — норвезький ботанік.

## Біографія
Народився 26 квітня 1789. Вивчав біологію в Університеті Христіанії (сучасний Університет Осло) та Копенгагенському університеті. Працював професором ботаніки в Університеті Христіанії. Зробив великий внесок у вивчення та систематизацію флори Норвегії. Його син, Аксель Гудбранд Блітт, став відомим ботаніком, палеонтологом та геологом.

## Вшанування
На честь науковця названо:
- Blyttia — рід рослин родини Asclepiadáceae.
- «Blyttia» — норвезький ботанічний журнал.